# Skala-Skil
Skala-Skil war ein niederländisches professionelles Radsportteam, das von 1985 bis 1986 bestand. Es ist nicht mit dem Team Skil-Sem-Kas-Miko zu verwechseln.

## Geschichte
Das Team wurde 1985 unter der Leitung von Henk Liebregts gegründet. Im ersten Jahr konnte das Team die dritten Plätze beim Amstel Gold Race und beim Étoile des Espoirs sowie Platz 9 bei Gent–Wevelgem erreichen. 1986 wurden zahlreiche gute Platzierungen wie die zweiten Plätze beim E3-Prijs Harelbeke und den niederländischen Nationalen Meisterschaften im Straßenrennen, dritte Plätze bei der Belgien-Rundfahrt und der Niederlande-Rundfahrt sowie Platz 4 bei Paris-Roubaix und Platz 6 bei der Flandern-Rundfahrt erzielt. Ende der Saison 1986 löste sich das Team auf. Einige Fahrer und Manager Roger Swerts wechselten zum Team Roland-Skala.

## Erfolge
1985
- eine Etappe Tour de l’Avenir
- eine Etappe Belgien-Rundfahrt
- eine Etappe 4 Jours de Dunkerque
- eine Etappe Tour de Picardie
- eine Etappe Dänemark-Rundfahrt

1986
- zwei Etappen Giro d’Italia
- Scheldeprijs
- zwei Etappen Dänemark-Rundfahrt
- zwei Etappen Belgien-Rundfahrt
- eine Etappe Tirreno-Adriatico
- eine Etappe Niederlande-Rundfahrt

## Grand-Tour-Platzierungen
| Grand Tour            | 1985 | 1986 |
| --------------------- | ---- | ---- |
| Vuelta a EspañaVuelta | –    | –    |
| Giro d’ItaliaGiro     | –    | 22   |
| Tour de FranceTour    | –    | –    |

## Monumente-des-Radsports-Platzierungen
| Monument                 | 1985 | 1986 |
| ------------------------ | ---- | ---- |
| Mailand–Sanremo          | 44   | 42   |
| Flandern-Rundfahrt       | 13   | 6    |
| Paris–Roubaix            | –    | 4    |
| Lüttich–Bastogne–Lüttich | –    | 36   |
| Lombardei-Rundfahrt      | –    | –    |

## Bekannte ehemalige Fahrer
- Jean-Paul van Poppel (1985–1986)
- Hennie Kuiper (1986)
- Erik Breukink (1985)
- Peter Pieters (1986)
- Alfons De Wolf (1986)